# Dr.-Ernst-Fehrer-Preis
Der Dr. Ernst Fehrer-Preis für herausragende Forschungsleistungen ist ein erstmals 1982 und seitdem jährlich verliehener Wissenschaftspreis in den Gebieten Bauingenieurwesen, Chemie, Elektrotechnik, Maschinenbau oder Physik. Gestiftet wurde die Auszeichnung vom Erfinder und Industriellen Ernst Fehrer zur Förderung der technischen Wissenschaft und ist mit 8.000 Euro dotiert.

## Kriterien
Der Dr. Ernst Fehrer-Preis wird an einen an der Technischen Universität Wien ausgebildeten oder an ihr tätigen jungen Wissenschaftler unter 35 Jahren verliehen. In Ausnahmefällen kann der Preis auch an eine Personengemeinschaft verliehen werden.
Gegenstand der Auszeichnung sind neue Wege für Problemlösungen auf den Gebieten Bauingenieurwesen, Chemie, Elektrotechnik, Maschinenbau oder Physik. Die Leistungen können auf konstruktiven, versuchstechnischen oder theoretischen Gebieten liegen und müssen einen stärkeren Bezug auf die praktische Anwendbarkeit oder einen praktisch verwertbaren Nutzen besitzen. Bereits abgeschlossene Entwicklungen können nicht berücksichtigt werden.
Die Verleihung des Preises erfolgt durch das Rektorat der Technischen Universität Wien über Vorschlag des Auswahlkomitees. Das Auswahlkomitee besteht aus dem Vizerektor für Forschung und den Dekanen der Fakultäten für Bauingenieurwesen, Technische Chemie, Elektrotechnik und Informationstechnik, Maschinenwesen und Betriebswissenschaften, und Physik. Die Übergabe des Preises erfolgt durch das Rektorat, möglichst in Anwesenheit der Stifterfamilie, im Rahmen einer akademischen Feier.
Den Dr. Ernst Fehrer-Preis überreicht Rosemarie Fehrer. Sie ist die Witwe des verstorbenen Ernst Fehrer und würdigt damit außergewöhnliche Forschungsleistungen.

## Medienberichterstattung
Über die Verleihung des Dr. Ernst Fehrer Preis als Auszeichnung an der Schnittstelle von Forschung und Wirtschaft wird in den Massenmedien  (ORF, Der Standard, Die Presse, Kronen Zeitung) als auch in Fachmedien für Wirtschaft (Wirtschaftsblatt, Austrian Business Agency) und Wissenschaft (Informationsdienst Wissenschaft, Industriemagazin Factory, Innovationsreport) berichtet.

## Preisträger
- 1982: Georg Brasseur
- 1983: Siegfried Selberherr
- 1984: Herbert Danninger
- 1985: Gottfried Magerl
- 1986: Uwe Schaflinger
- 1987: Ferdinand Hager
- 1988: Günter Hofstetter
- 1989: Ernst Pucher
- 1990: Karl Svardal
- 1991: Alexander Renner
- 1992: Josef Fink
- 1993: Sabine Mitterer
- 1994: Christian Kropik
- 1995: Ernst Strasser
- 1996: Dietmar Adam
- 1997: Christoph Wasshuber
- 1998: Peter Hofmann
- 1999: Alfred H. Zettler
- 2000: Felix Trampler
- 2001: Thilo Sauter
- 2002: Thomas Konrad Neubauer
- 2003: José Luis Garcia
- 2004: Holger Arthaber
- 2005: Michael Harasek
- 2006: Alexander Schulz
- 2007: Olivia Nemethova
- 2008: Bernd Köberl
- 2009: Wolfgang Ritter
- 2010: Balthasar Fischer
- 2012: Susanne Gmainer
- 2013: Magdalena Rogger
- 2014: Michael Schön
- 2015: Benjamin Kromoser
- 2016: Johannes Pistrol
- 2017: Christian Knoll
- 2018: Ernst Csencsics
- 2019: Georg Pfusterschmied
- 2020: Andreas Deutschmann-Olek
- 2021: Martin Wilkovitsch
- 2022: Michael Tschiedel
- 2023: David Brunner
- 2024: Katharina Ehrmann